# Estadio Conspiradores
El Estadio Conspiradores, también conocido como el Estadio Finsus es un estadio de béisbol ubicado en el municipio de Huimilpan en el estado de Querétaro. Inició su construcción en 2023 y fue inaugurado parcialmente el 26 de abril de 2024.Actualmente es la casa del equipo queretano de béisbol de la LMB, los Conspiradores de Querétaro.
El partido inaugural del estadio se jugó el día 26 de abril entre los Conspiradores de Querétaro y los Leones de Yucatán, enfrentamiento en el que los Conspiradores apuntaron su primera visita como local con un marcador de 14-5.

## Historia
Con la llegada de un nuevo equipo deportivo a Querétaro, la búsqueda de un estadio que estuviera a la altura del nuevo proyecto inició. Desde su concepción el estadio fue diseñado como un recinto especial dedicado al beisbol y su construcción era testamento de los planes de permanencia del equipo en la liga y el proyecto a largo plazo de la directiva.
Inicialmente se buscaron terrenos aledaños al Aeropuerto Intercontinental de Querétaro en el municipio de El Marqués, sin embargo, el 23 de abril de 2023 se colocaría la primera piedra en la construcción del estadio, en su actual ubicación en el municipio de Huimilpan.

## Proyecto
El proyecto del Estadio Finsus fue liderado por el estudio mexicano de arquitectura 3arquitectura de los arquitectos Rafael Alejandro Plascencia García, Marco García Ruiz y Oswin Rodrigo Guzmán Gómez. Esta firma de arquitectura había ya desarrollado una variedad de estadios deportivos. Entre ellos destaca el diseño de otro recinto del béisbol en México, el Estadio Fernando Valenzuela, casa de los Naranjeros de Hermosillo. 
En su Master Plan, el proyecto contempla una capacidad para 6,500 espectadores entre gradas y los 96 palcos.Para la segunda fase se estima que cuente ya con su Pantalla Gigante. Dentro de sus áreas de entretenimiento contará con 1,400 metros cuadrados dedicados a activaciones, Club House, Restaurantes y Bares de alta gama, Terrazas de Activación y un Batting Tunnel.
El proyecto está siendo desarrollado con capital 100% privado. El gobierno municipal y el gobierno del estado participaron solamente abriendo a licitación la ampliación de la carretera estatal 413 que conduce al estadio. 
La cancha del Estadio está construida con césped sintético para poder mantener una superficie de juego constante y más ecológica, ya que de esta manera se evita el uso excesivo de agua para su riego. El terreno de juego de acuerdo con las reglamentaciones de la Liga Mexicana de Baseball, cuenta con las siguientes dimensiones: 
- Jardín derecho: 340 pies
- Jardín Central: 400 pies
- Jardín Izquierdo: 340 pies

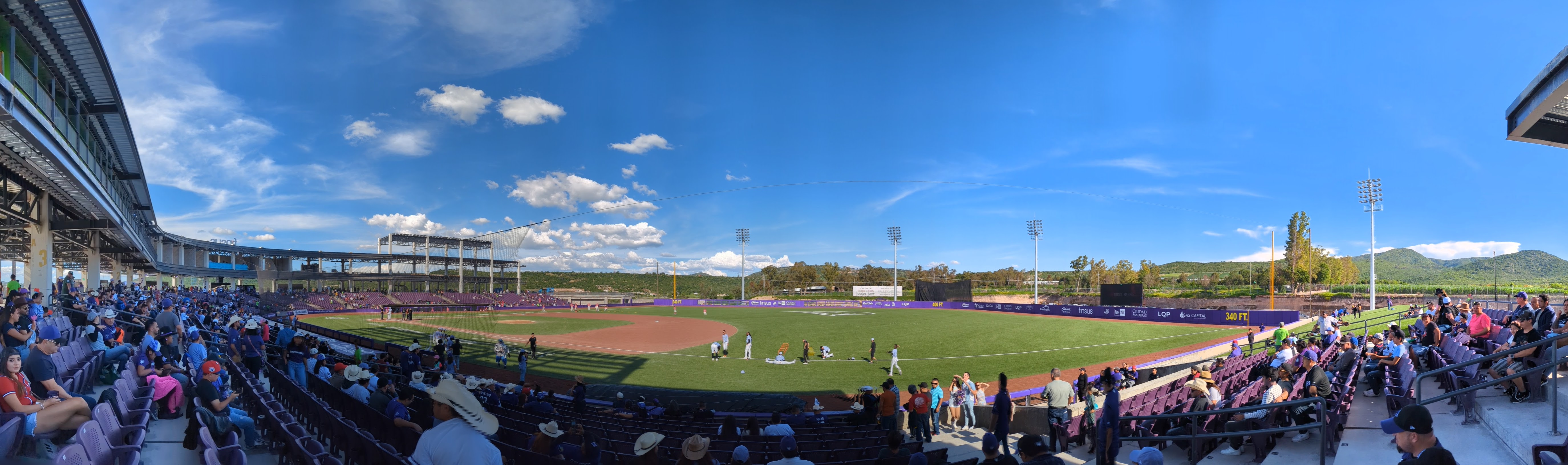
Panorámica del Estadio Finsus

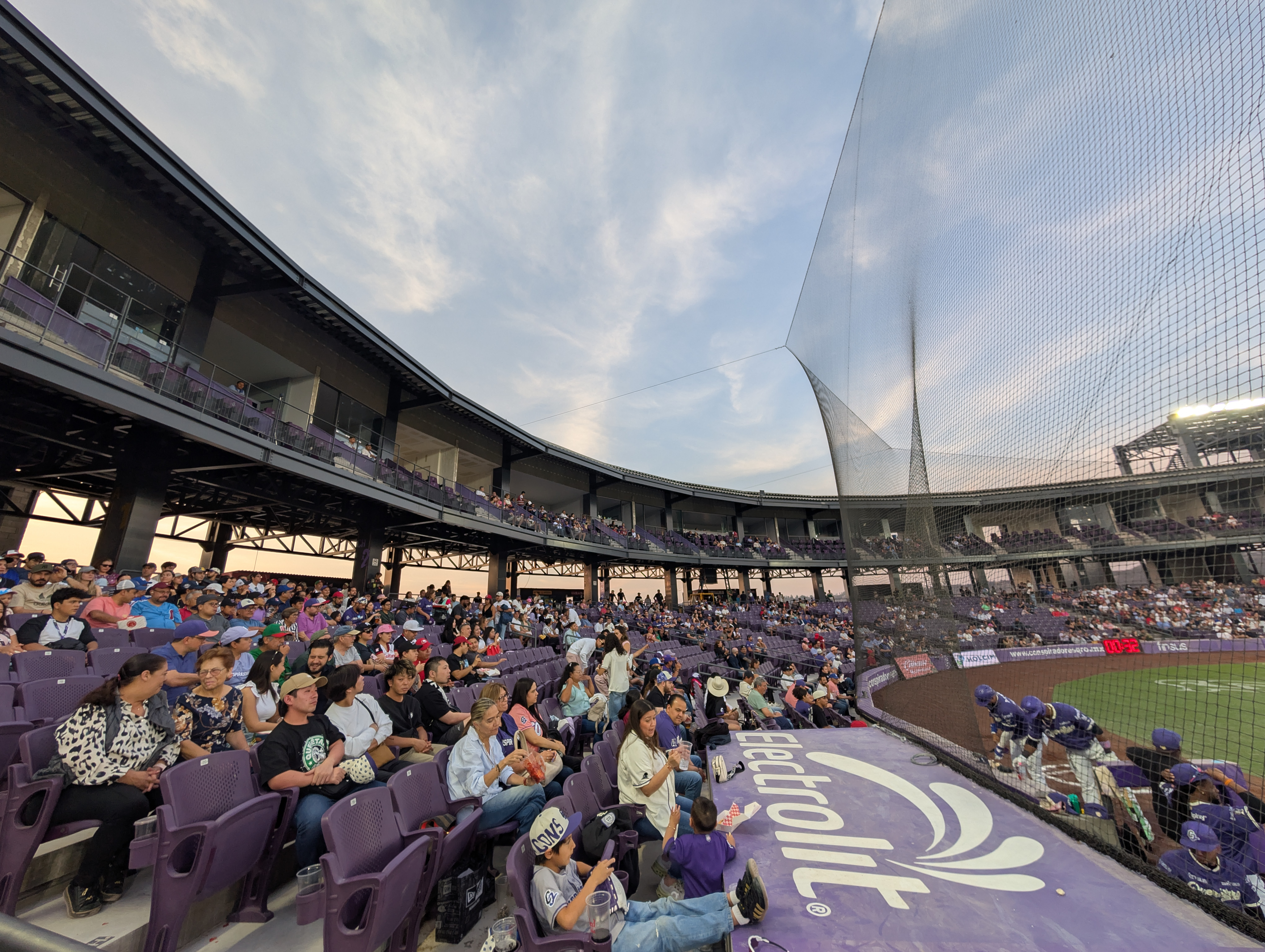

La primera fase de construcción fue inaugurada el día 26 de abril de 2024. Durante esta primera fase, se entregó el campo de juego terminado, los dugouts y los bullpens. En la zona de gradas se concluyeron las 6,000 butacas y la zona de La Loma, una sección de pasto sintético sin lugares asignados. Adicionalmente se instaló el audio y una pantalla provisional, los baños y las primeras concesiones de alimentos. 
El 18 de abril de 2025 se llevó a cabo el juego inaugural de la segunda temporada del equipo. Durante este juego se inauguraron oficialmente algunas instalaciones adicionales como el primer piso de palcos, las concesiones de alimentos en la planta principal, el espacio permanente para la tienda del equipo y los stands de activaciones de algunos de los patrocinadores del equipo.   
Además las escaleras moradas por las que se ingresaba al estadio fueron reemplazadas por los nuevos accesos permanentes: dos torres de escaleras, una en cada costado de la fachada para poder ingresar. Estas escaleras divergen del diseño original que contemplaba rampas de acceso al estadio.    

## Tradiciones

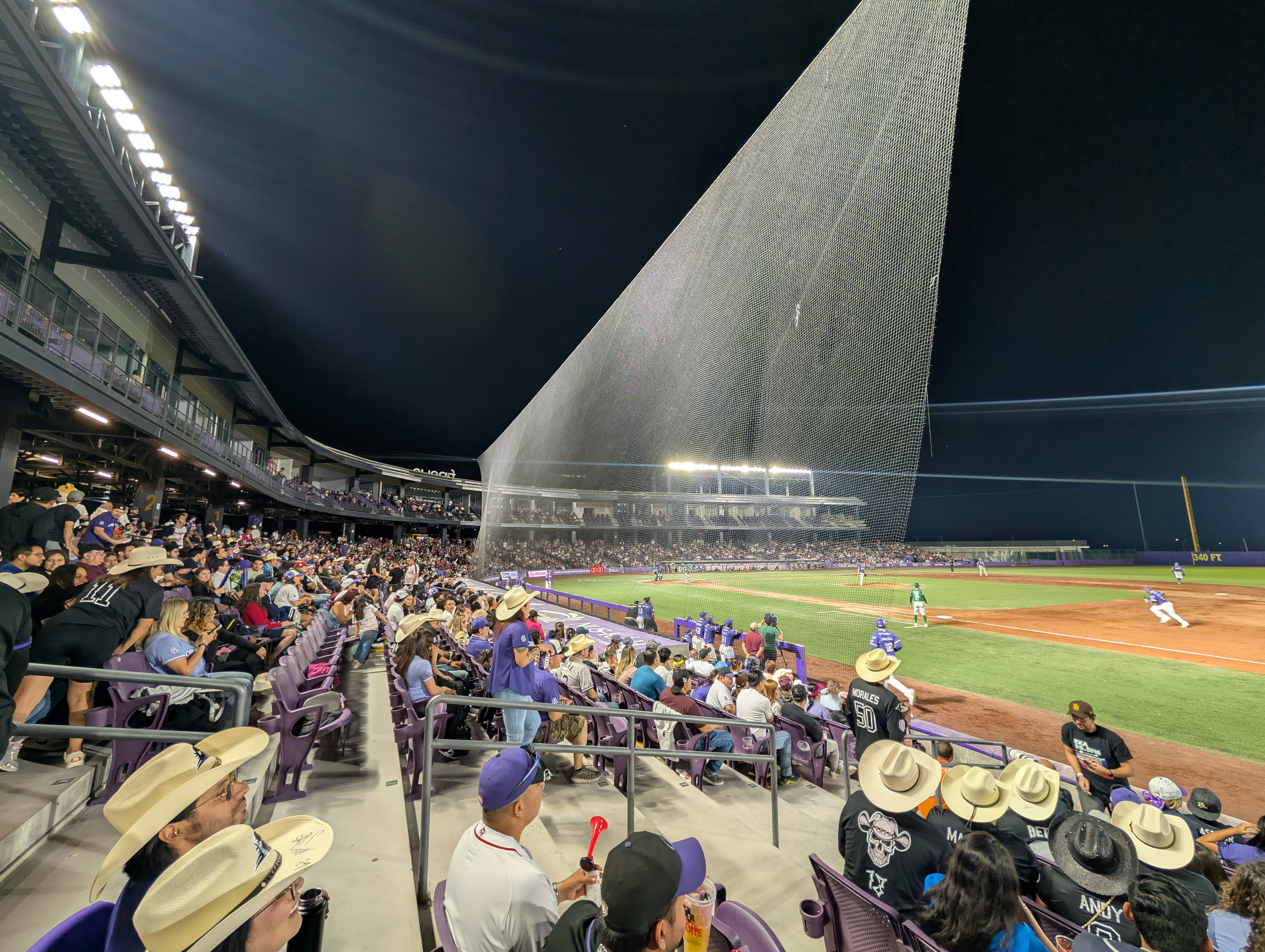
Los Sombrerudos

Desde su inauguración y hasta la fecha, el estadio ha logrado cultivar algunas tradiciones propias. Gracias a un grupo constante de aficionados que se ubican en la sección A4, la afición de Querétaro es ahora reconocida como Los Sombrerudos.  Esta tradición de la afición ha influido tanto en el equipo, que ahora festeja cada homerun con un sombrero. (IG: @SombrerudosCQ)
Una vez por partido, usualmente durante algún cambio de pitcher de alguno de los equipos, el equipo de audio del estadio reproduce la canción de La Chona. Los sombrerudos organizan entonces una línea de baile a lo largo de las escaleras de la sección A3-A4 a la que suele unirse Nacho, la mascota del equipo.
Dentro de la oferta gastronómica, los chicharrones estilo norteño se han vuelto un imperdible. Como parte del folclore del equipo, el músico Olmont creó la Cumbia Conspiradora.